# Heksadecimalni editor
Heksadecimalni editor (drugi nazivi na hrvatskom su: heks editor, binarni editor, bajt editor), vrsta je programa koji omogućuje korisniku promijeniti osnovne dijelove nekog već postojećeg binarnog programa. Prijevod na hrvatski jezik je prema engleskom izvornom nazivu hex editor. Heksadecimalni editori koji omogućavaju uređivanje sektora na disku zovu se disk editori.

## Povezni članci
- usporedba heksa editora
- prijepis memorije (eng. hex dump)
- disk editor
- heksadecimalni sustav

## Vanjske poveznice
- Heks editor za OS X